# Brasina
Brasina (cyr. Брасина) – wieś w Serbii, w okręgu maczwańskim, w gminie Mali Zvornik. W 2011 roku liczyła 1479 mieszkańców.